# 宇推Clear
宇推Clear（日语：／ Usui Clear）是一名个人势VTuber，并自称为“火箭工程学偶像YouTuber”。她于2020月10月10日开始在Youtube活动，主要是以关注航天工程题材，重点关注火箭发射直播和提供现场解说而闻名。

## 概述
自我设定上，她是外星人，由于崇拜《Love Live!》的学园偶像，从Claris星（惑星クラリス）来到地球，设定生日为7月7日，对应其乘坐火箭坠落在地球的日期，她称之为“自己在地球上的生日”（同时2020年7月7日是其在Twitter第一次发表活动贴文的日期），2020年10月10日开始作为VTuber活动。在2023年的采访中，她的目标是让对火箭感兴趣的人了解VTuber，对VTuber感兴趣的人了解火箭，并让自己成为她最喜欢的偶像。
本人表示小时候就喜欢星星和太空，在学习航空太空工程时 ，想将能接触“广阔自然”的宇宙的火箭和这些工程奇迹传播给人们，所以决定开始进行偶像工作，作为“火箭工程学偶像YouTuber”的身份，需要同时兼顾偶像活动和航天知识推广。当介绍航天知识时，有意识地通过通俗易懂的方式去解释专业术语，尽可能避免使用复杂的数学公式。
主要的活动为关于太空和火箭知识的解说，同步观看火箭发射直播，也有从事原创歌曲制作等偶像活动。
2021年，得到由粉丝投票推选的“日本电视台 Project V Vtuber大奖 2021”的最佳时尚新服装类别大奖，现在角色使用的Live2D形象是她自己设计的，带有很多与火箭、太空相关的元素。
Appli Style评价她为“可以让你一起去感受到人类智慧的激动、未知事物的欣喜、以及这些惊喜和发现其实是近在咫尺的”。由于她的解说十分专业化，也得到了参与太空开发的人们的高度赞扬。
2023年5月22日成为太空作家俱乐部的会员之一。

## 主要活动

### 直播
其主要活动是在YouTube直播同时观看日本国内外火箭发射直播、发射后的新闻发布会并进行评论，同时会将直播中的外语内容翻译成日语并进行解释。其中2023年2月17日H3運載火箭首次发射取消的直播实时观看人数超过7000人。直播期间的聊天室中，经常会出现一些与航天相关的俗语，例如“（大气圈）”、“（Combustion、即“燃烧”）”、“（“辛苦了，默林”，指SpaceX的默林火箭发动机）”等。
在2023年的访问中，提到她要向那些认为火箭是“遥不可及的梦想”的人们表明，火箭是真实的交通工具，要提高对它们的认知，认识到火箭知识是可以通过学习相关知识而了解的，认识到火箭并非遥不可及，日常火箭发射的频率非常高（提到SpaceX的猎鹰9号的高发射频率），并且日本应该能发展到更高的火箭发射频率。
2023年7月14日，艾普斯龙S运载火箭在秋田县能代市能代火箭试验场进行点火测试时发生爆炸，她在现场拍摄到视频，该视频不仅发布到互联网上，也在商业电视报道中引用。

### 其他事件活动
2023年的JAXA相模原市校园特别开放日的第一天，与能代市公关大使一起举行办了一个特别迷你Live，并有一个特别展览项目“（寻找隐藏的宇推！！）”，和为会场各建筑物设施提供解说语音。在第二天的在线特别展览期间，在YouTube直播上与宇宙科学研究所副所长藤本正树对话，研究所的助理教授村上豪担任这两天的主持。
2023年10月13日，内阁府特命担当大臣高市早苗在例行发布会上，宣布任命她为第六届太空开发利用大奖的公关大使。内阁府根据她对H3运载火箭第一次试验发射的支持、在天文学杂志撰文的经历、作为Vtuber的经历等成就，认为她对太空有着深入的了解，并认为之所以选择她担任公关大使，是因为她是一位足以让该奖项为广泛人们所熟知和对此宣传的专家，同时也是因为她是一位能够帮助人们熟悉该奖项的名人。

### 访谈
有经营一套不定期节目《ClearMaxQ》，邀请与航天相关的人士进行访谈。
- 第一回（2023年5月6日）：星际科技创始人及董事堀江贵文[21]
- 第二回（2024年6月4日）：隼鸟2号延长任务运营负责人
- 第三回（2024年6月13日）：国际水星探测计划贝皮可伦坡号JAXA方面项目科学家村上豪、项目经理小村博之、[22]ESA方面项目科学家Johannes Benkhoff

## 出场或著作
杂志
- Vtuber mode（2022年7月号）特集「Vtuber Pick UP！」[9]
- 月刊（2022年11月号） 特集[23]
- （2023年4月号） 特集[2]

撰文
- 月刊（2023年6月号）（白兔-R项目解说（即ispace公司的白兔-R，其中成果之一为白兔-R M1））[24]
- 月刊（2023年7月号）（白兔-R项目解说续篇）[25]
- 月刊（2023年11月号）（X射線成像和光譜任務解说）[26]

会场活动
- （2023年4月29日）[27][28][29]
- （综合宇宙活动“SpaceLINK”中的谈话活动“Me x Space Entertainment”）（2023年9月13日）[30]
- JAXA相模原市校园特别开放日（2023年11月3日 - 4日）[17]
- 能登半岛地震元宇宙慈善直播 “EXISTENCE”（2024年1月31日）[31]
- 国际空间站希望号利用研讨会2024（2024年2月22日）[32]

动画
- JAXA相模原市校园特别公关视频特别演出，2023宇宙科学研究所在线特别公开展览上发布。[17]
- 与 EarthCARE（英语：EarthCARE） 特别合作项目相关的视频。[33]

嘉宾出演
- 作为特邀嘉宾，参加了JAXA相模原频道关于SLIM的三场现场演讲。[34]

电视节目
- 《Project V Vtuber大奖 2021》（2021年12月）[1]

电台广播
- （2024年4月13日23:30～24:00）[35]
- （2024年4月21日 22:55-23:00）[36]

合作互动
- 2023年1月23日——参与H3运载火箭第一次试飞支持活动。[37]
- 2023年4月17日——作为多美参与开发的SORA-Q（日语：SORA-Q）的支持合作伙伴。[21]
- 2023年10月13日——由内阁府任命为第六届太空开发利用奖的公关大使。[3][19][38][39]
- 2024年2月2日——参与H3运载火箭第二次试飞支持活动。[40]
- 2024年05月10日——参与与EarthCARE的特别合作活动。[33][41]